# 御津町 (兵庫県)

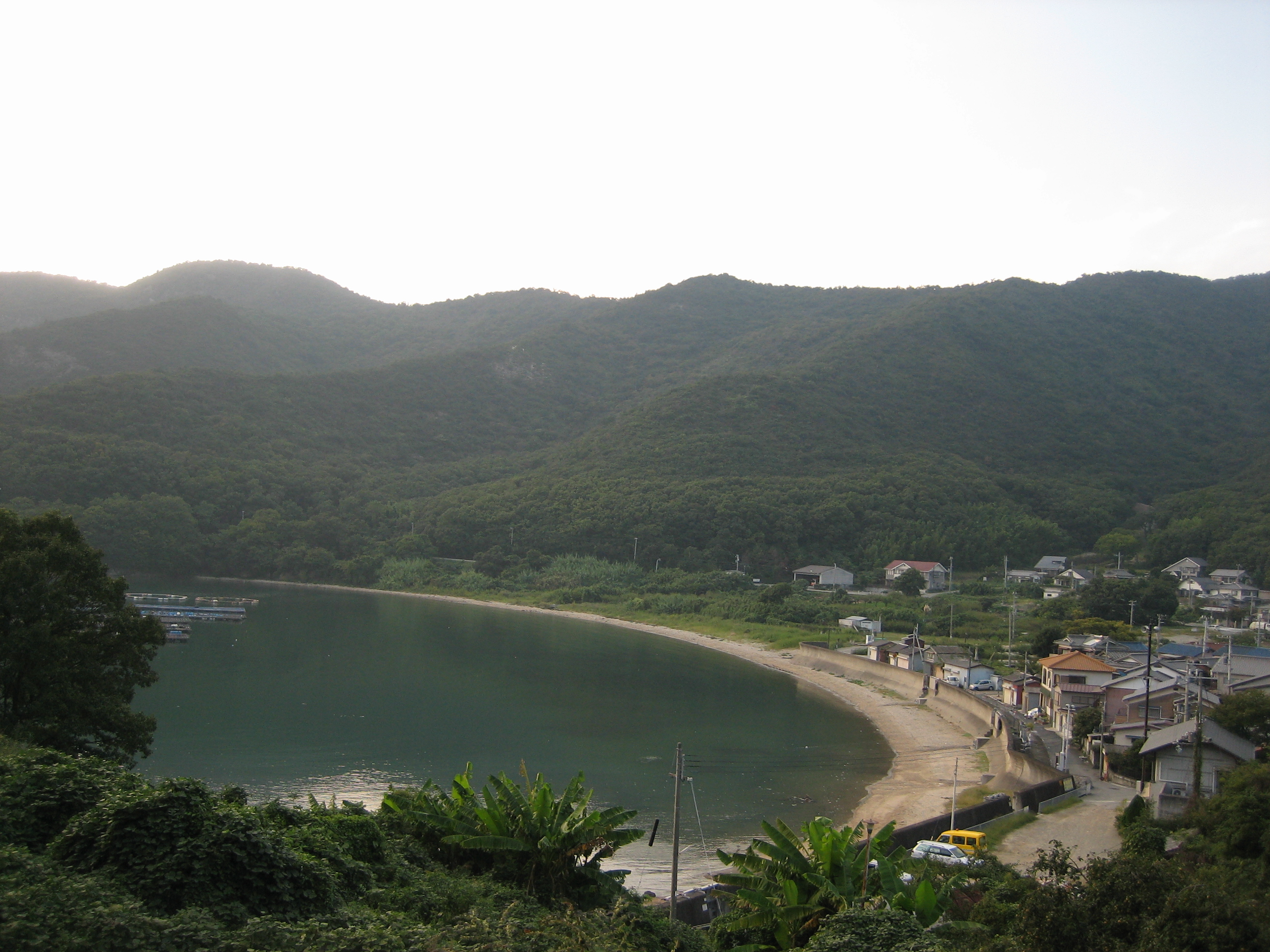
大浦

御津町（みつちょう）は、兵庫県南西部に存在した町。揖保郡に属した。西播磨県民局管轄区域。本項では町制前の名称である御津村（みつむら）についても述べる。
2005年10月1日に、龍野市と揖保郡新宮町・揖保川町・御津町の1市3町で合併し、たつの市となったため消滅した。「御津町」の地名は「たつの市御津町○○」として残る。
室津地区は大変古い港町で、奈良時代には「摂播五泊」（1を参照）の一つに指定された。綾部山梅林、新舞子の遠浅海岸などがある。

## 地理
- 東端を揖保川が流れる。
- 西部は山並が播磨灘へと迫る狭隘地で、七曲りと呼ばれる海岸沿いの屈曲した道（国道250号）が、室津を経て相生市へ向かっている。
- 龍野市へ10.2 km・姫路市へ13.9 km（いずれも、マップファン調べ）。

### 隣接していた自治体
- 姫路市
- 相生市
- 揖保郡：揖保川町

## 歴史
昭和の大合併において、（旧）御津町は市制施行を目指して室津村・河内村と合併交渉を持ち、1950年（昭和25年）10月以降その動きが活発となる。一方両村に対しては相生市からも合併の申し入れがあり、河内村は龍野町からも合併申し入れを受けていた。河内村は住民投票の結果、半田村・神部村との合併を選び揖保川町が成立、御津町との枠組みから離脱した。室津村は住民投票の結果、交通の便や御津中学校を組合立で運営している縁などが評価され御津町との合併を求める票が6割以上を占め、結果、市制施行はならなかったものの御津・室津両町村での合併に至る。
- 1889年（明治22年）4月1日 - 町村制の施行により、揖西郡朝臣村・岩見村・碇岩村・釜屋村・苅屋村・黒崎村・中島村の区域をもって御津村が発足。
- 1896年（明治29年）4月1日 - 御津村の所属郡が揖保郡に変更。
- 1947年（昭和22年）12月25日 - 御津村が町制施行して御津町となる。
- 1951年（昭和26年）4月1日 - 室津村と合併し、改めて御津町が発足。
- 2002年（平成14年）10月中旬 - 姫路市から、合併の意向を打診された。
- 2003年（平成15年）4月18日 - 龍野市・新宮町・揖保川町・御津町・太子町合併協議会が設立。
- 2003年（平成15年）12月12日 - 御津町議会で姫路市・御津町合併協議会設置議案を否決（姫路市議会は同年6月20日に可決）。
- 2004年（平成16年）3月 - 御津町の住民グループが、有権者の6分の1の署名を集めた。これにより、姫路市との合併協議会設置の是非を問う住民投票が実現した。
- 2004年（平成16年）4月18日 - 姫路市との合併協議会設置の是非を問う住民投票が実施された。即日開票の結果、「賛成」2,165票（31.6%）・「反対」4,680票（68.4%）だった。投票率は71.56%。「反対」が「賛成」を上回った結果を受け、姫路市との合併協議会は設置されないことが決まった。
- 2005年（平成17年）10月1日 - 龍野市・揖保川町・新宮町と合併してたつの市が発足。同日御津町廃止。

## 人口

### 人口推移
- 1980（昭和55）年 - 12,471人（国勢調査）
- 1985（昭和60）年 - 12,553人（国勢調査）
- 1990（平成2）年 - 12,611人（国勢調査）
- 1995（平成7）年 - 12,480人（国勢調査）
- 1996（平成8）年 - 12,470人（推計）
- 1997（平成9）年 - 12,418人（推計）
- 1998（平成10）年 - 12,384人（推計）
- 1999（平成11）年 - 12,272人（推計）
- 2000（平成12）年 - 12,187人（国勢調査）
- 2001（平成13）年 - 12,077人（推計）
- 2002（平成14）年 - 12,016人（推計）
- 2003（平成15）年 - 11,966人（推計）
- 2004（平成16）年 - 11,954人（推計）
- 2005（平成17）年 - 11,784人（国勢調査）
- 2010（平成22）年 - 11,286人（国勢調査）

※人口は各年の10月1日現在

## 行政
- 町長 松尾 和彦

## 経済
西播磨県民局管内であるが、中播磨県民局（2001年3月31日までは西播磨県民局）管内の姫路市への通勤者が多かった（姫路市の一部も、かつては揖保郡に属した）。姫路市への通勤率は42.8%（平成12年国勢調査による）。

### 産業
戦前の1935年（昭和10年）に当時の御津村が滝川セルロイド工業所（現・タキロンシーアイ）の工場（現在の同社網干工場）を苅屋に誘致、飾磨市から西に至る瀬戸内海沿岸工業地帯の一として栄えた。1940年（昭和15年）に網干町浜田・余部村に進出した東芝は朝臣・中島を中心に大規模な社宅及び病院（現在のたつの市民病院）を設置、農村の色彩が強かった同地区の様子は一変した。

#### 漁業
- 室津漁港
- 岩見漁港

### 教育
いずれも平成の合併時にたつの市に引き継がれたが、室津小はのち2021年（令和3年）3月末で閉校となった。
- 御津町立御津小学校
- 御津町立室津小学校
- 御津町立御津中学校

## マスメディア
- K-CAT eoTV（ケーブルテレビ）

## 交通

### バス
山陽電気鉄道網干線山陽網干駅から神姫バス乗車。

### 道路
- 国道250号
- 兵庫県道133号網干停車場新舞子線
- 兵庫県道442号岩見揖保川線

## 名所・旧跡・観光スポット・祭事・催事
- 室津 - 遣唐使以来の港として栄えた港町。
  - 賀茂神社
  - たつの市立室津海駅館
  - たつの市立室津民俗館
- 新舞子海水浴場
- 綾部山
- 御津自然観察公園（世界の梅公園）